# IrDA

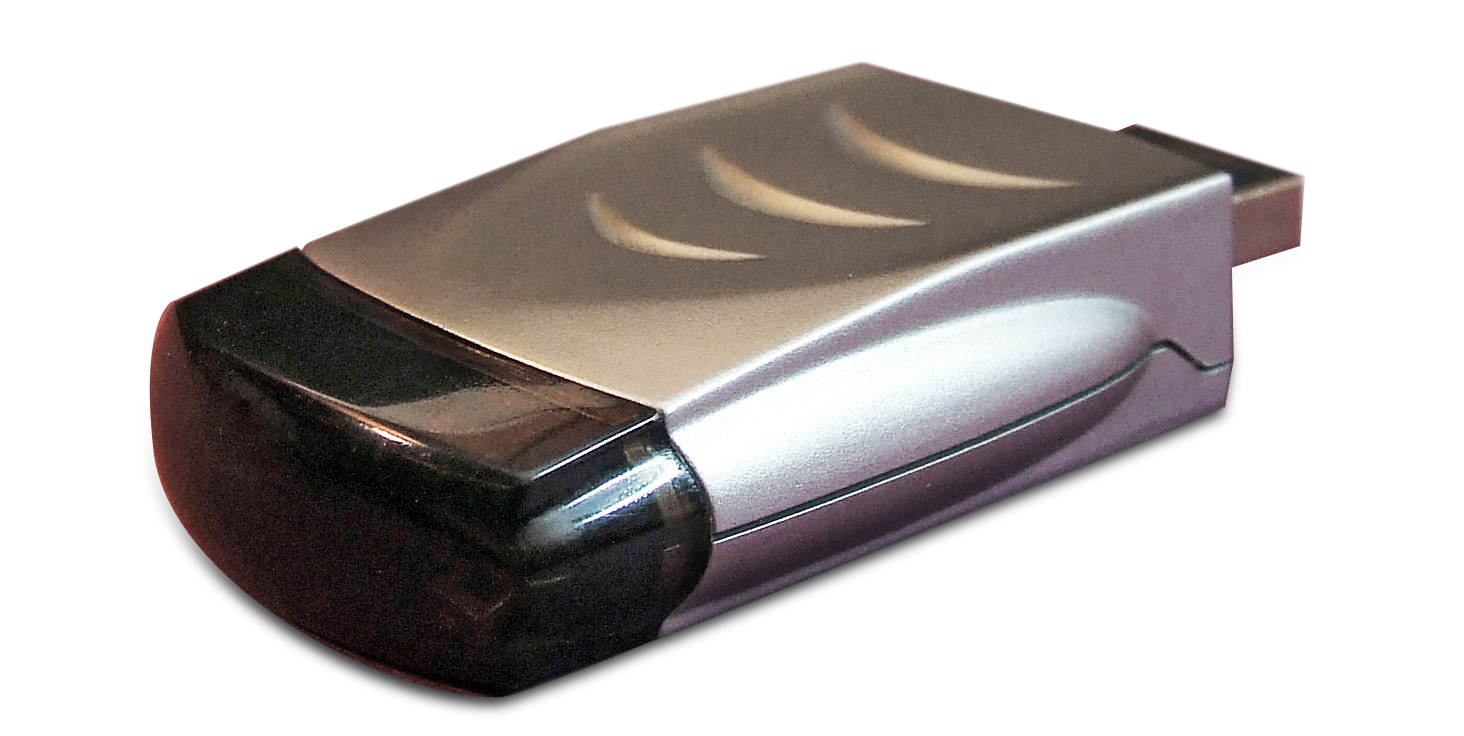
IrDA via USB-stick

Bekend van de afstandsbediening van de tv, zien we de infrarode verbinding (IrDA) ook bij de pc's. Vooral draagbare pc's (laptops) worden vaak met infrarode poorten uitgerust. Het grote voordeel van een infrarode verbinding is dat er geen kabel nodig is. Twee apparaten hoeven elkaar alleen maar te 'zien' om te kunnen communiceren. Maar wat een voordeel is, kan ook een nadeel zijn; soms kan de verbinding wegvallen omdat er een argeloze hand of een boek tussen de apparaten wordt geschoven.
De infrarode poort is gebaseerd op een standaard die is vastgesteld door de Infrared Data Association (IrDA), een groep van meer dan 150 bedrijven. 

## Karakteristieken
- 'point-to-point' - Een verbinding vindt altijd één op één plaats. Meer dan twee apparaten kunnen niet gelijktijdig communiceren.
- afstand - Gebruiksafstand is normaal gesproken nul tot één meter
- richtingsgevoelig - Om storingen te voorkomen is de lichtbundel gericht, met een stralingshoek van 15 graden.
- afhankelijkheid - In de verbinding is er sprake van een 'master-slave' afhankelijkheid (in de officiële IrDA-termen 'primary' en 'secondary'). Wanneer er een verbinding tot stand is gebracht is het niet echt van belang welke van de twee welke rol vervult; ieder apparaat kan een zend-opdracht starten.
- snelheid - Afhankelijk van de kwaliteit van de verbinding en van de toegepaste techniek, kan de snelheid van een IrDA-verbinding 9600 b/s tot 4 Mb/s zijn. De allernieuwste apparaten kunnen zelfs een snelheid tot 16 Mb/s halen.
- spraak - Er bestaat ook een versie van Infrarood waarbij een 'spraak'-verbinding kan plaatsvinden. De verbinding is hierbij 'full-duplex', wat betekent dat de verbinding tegelijkertijd twee kanten op werkt, en de benodigde bandbreedte is 115,2 kb/s. Hierdoor kan er geen andere gegevensuitwisseling plaatsvinden tijdens een gesprek. Dit wordt toegepast bij een mobiele telefoon in een 'hands-free' kit voor in de auto.